# 네이선 대로
네이선 대로(영어: Nathan Darrow)는 미국의 배우로, 드라마 《하우스 오브 카드》의 비서 에드워드 미첨 역으로 알려져 있다. 이전에는 연극 무대에서 활동했다.